# Ефимов, Владимир Иванович (хоккеист, 1929)
Владимир Иванович Ефимов (1929 — неизвестно) — советский хоккеист, нападающий.
Выступал за свердловские команды «Спартак» (1949/50, 1954/55) и «Динамо» (1952/53 — 1953/54 — чемпионат СССР).